# Paraeuryparyphes
Paraeuryparyphes is een geslacht van rechtvleugeligen uit de familie Pamphagidae. De wetenschappelijke naam van dit geslacht is voor het eerst geldig gepubliceerd in 1993 door La Greca.

## Soorten
Het geslacht Paraeuryparyphes  is monotypisch en omvat slechts de volgende soort:
- Paraeuryparyphes quadridentatus (Brisout de Barneville, 1852)